# Sebastián Suárez (baloncestista)
Sebastián Suárez (Ancud, Los Lagos, 1 de marzo de 1991) es un basquetbolista chileno que juega en las posiciones de escolta y alero para el Español de Osorno de la Liga Nacional de Básquetbol de Chile. Ha representado a Chile en competiciones internacionales. 

## Trayectoria
Hijo del destacado basquetbolista Luis "Caco" Suárez, creció en Ancud practicando desde muy pequeño el mismo deporte que practicó su padre.
Entre 2008 y 2009 jugó profesionalmente con el Provincial Osorno. En 2010, luego de disputar el Campioni del Domani con el Boston College y la Copa Naudumar con el Cerro Moreno, y tras arrancar los campeonatos de mayores jugando en el Deportivo Valdivia, partió hacia los Estados Unidos para estudiar en la Westlake Preparatory Academy de Fort Lauderdale, Florida, donde jugó una temporada con los Bulldogs, el equipo de básquetbol de la institución.
Al culminar sus estudios en mayo de 2011 no recibió ninguna oferta de beca deportiva, por lo que se enroló como estudiante en el Western Nebraska Community College de Scottsbluff, Nebraska, donde lo habilitaron para competir en los torneos de básquetbol de la NJCAA como parte de su equipo los Cougars. Luego de dos años demostrando un buen nivel, en 2013 fue reclutado por los Vikings de la Universidad Estatal de Portland de la División I de la NCAA. Sin embargo Suárez estuvo su primera temporada en el equipo sin ver acción, y sólo pudo disputar unos 14 encuentros de la temporada 2014-15 de la Big Sky Conference mientras completaba sus estudios de ciencias sociales.
En 2015 regresó a Chile y se unió al Deportivo Valdivia. Condujo a su equipo a la conquista de los títulos de la temporada 2015-16 de la LNB -con promedios de 22 puntos, 3.9 rebotes y 1.6 asistencias en 33 partidos- y de la Liga Saesa 2016. Posteriormente volvió a dejar su país, esta vez para hacer una experiencia en el básquetbol argentino como jugador de Peñarol de Mar del Plata de la Liga Nacional de Básquet. Empero en enero de 2017 fue desvinculado del plantel del equipo marplatense, por lo que se sumó a Platense del Torneo Nacional de Ascenso. Al mes siguiente, sin embargo, culminaría su estadía en tierras argentinas y retornaría a su país.
Suárez se incorporó al ABA Ancud en abril de 2017. Defendió a ese club hasta 2020, habiendo también incursionado fugazmente en el básquetbol venezolano en mayo de 2019 como jugador de las Panteras de Miranda.
Jugó la temporada 2021 de la LNB como miembro del Deportivo Valdivia buscando repetir la gloria de su anterior ciclo, pero su equipo terminó como subcampeón, cayendo en las finales ante la Universidad de Concepción. 

## Selección nacional
Suárez jugó para Chile en el Campeonato Sudamericano de Baloncesto Sub-16 de 2005 y en el Campeonato Sudamericano de Baloncesto Sub-16 de 2006.
Posteriormente se convertiría en un jugador regular de la selección mayor, llegando a disputar tres ediciones del Campeonato Sudamericano de Baloncesto (2012, 2014 y 2016), además de jugar numerosos partidos de clasificación a la Copa Mundial de Baloncesto y al Campeonato FIBA Américas.

## Estadísticas
| Año     | Equipo           | PJ | PT | MPP  | PPP  | RPP | AAP |
| ------- | ---------------- | -- | -- | ---- | ---- | --- | --- |
| 2011–12 | Western Nebraska | 27 | ?  | ?    | 10.6 | 3.1 | 1.3 |
| 2012-13 | Western Nebraska | 15 | 11 | 18.7 | 11.3 | 2.8 | 1.1 |
| 2014–15 | Portland State   | 14 | 1  | 10.1 | 2.9  | 1   | 0.5 |